# Regering-Spitaels
De regering-Spitaels (8 januari 1992 - 25 januari 1994) was een Waalse regering, onder leiding van Guy Spitaels. De regering bestond uit de twee partijen: PS (47 zetels) en PSC (24 zetels). 
De regering volgde de regering-Anselme op, na de verkiezingen van 24 november 1991 en werd opgevolgd door de regering-Collignon I, die gevormd werd na het ontslag van minister-president Guy Spitaels ten gevolge van het Agustaschandaal.

## Agustaschandaal

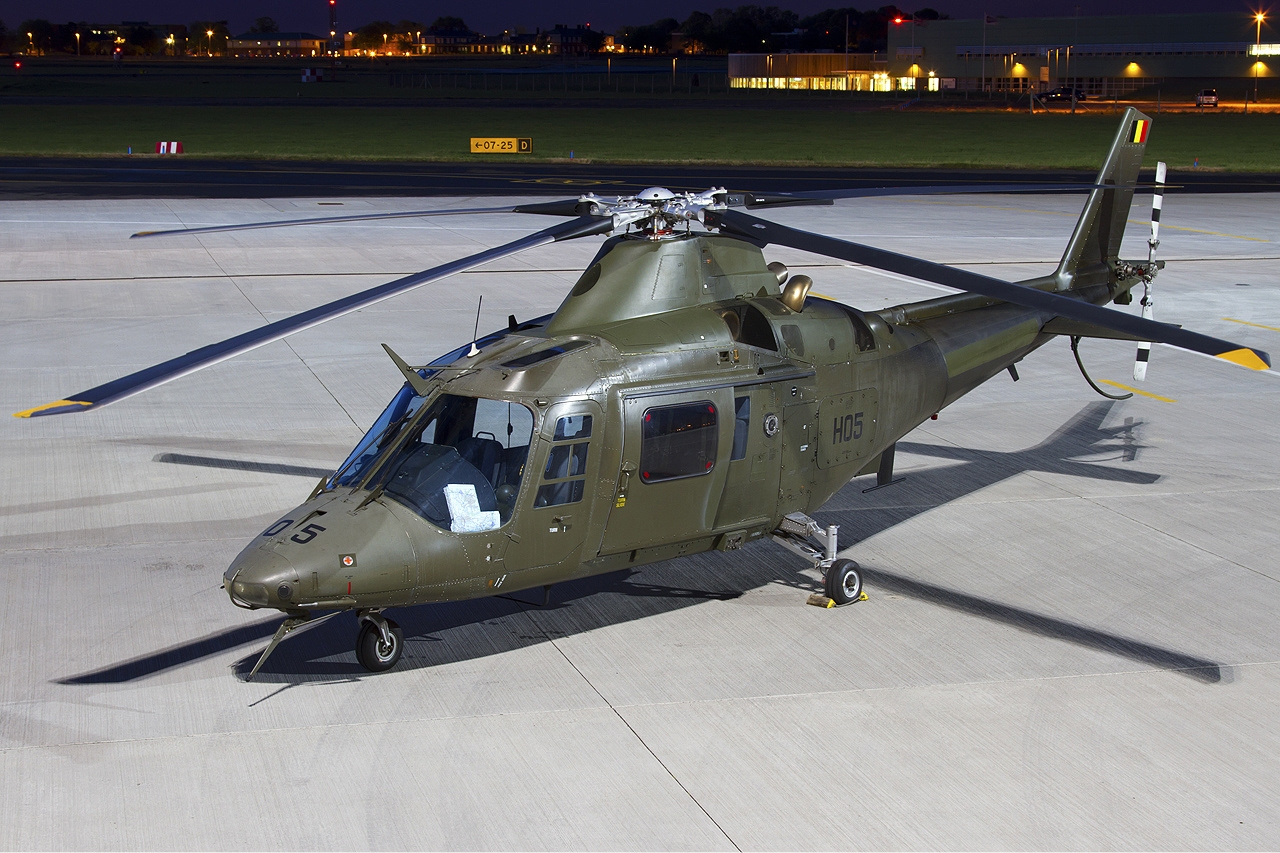
Een Agusta A-109 helikopter

Het Agustaschandaal (of de zaak Agusta-Dassault) was een Belgische strafzaak, wegens corruptie bij de aankoop van Agusta A109 gevechtshelikopters van het Italiaanse bedrijf Agusta door de Luchtcomponent van Defensie in 1988. Agusta had vele miljoenen Belgische franken beloofd aan politici van de PS en SP om een contract goed te keuren. 
Het onderzoek werd gestart door de onderzoekscel die ook de moord op André Cools onderzocht, dit ten gevolge van een huiszoeking op 13 januari 1993 op de Belgische zetel van Agusta en bij haar lobbyist, Georges Cywie. Het onderzoek leidde tot het ontslag van verschillende vooraanstaande politici. In januari 1994, keurde de Senaat de opheffing van de parlementaire onschendbaarheid van Guy Spitaels en Guy Mathot goed, beiden minister voor de PS in de Waalse regering. Op 21 januari 1994 werden beide ministers gedwongen om ontslag te nemen.

## Samenstelling
De regering-Spitaels telde zeven ministers: 4 voor de PS en 3 voor de PSC.
| Naam                          | Partij                                                         | Partij | Functie en bevoegdheden                                                                        | Termijn                          |
| ----------------------------- | -------------------------------------------------------------- | ------ | ---------------------------------------------------------------------------------------------- | -------------------------------- |
| Guy Spitaels (1931-2012)      |                                                                | PS     | Minister-president en minister Economie, KMO's en Buitenlandse Betrekkingen                    | 8 januari 1992 - 25 januari 1994 |
| Guy Spitaels (1931-2012)      | Minister Toerisme en Buitenlandse Handel                       | PS     | 30 oktober 1993 - 25 januari 1994                                                              |                                  |
| Albert Liénard (1938-2011)    |                                                                | PSC    | Minister Technologische Ontwikkeling en Werkgelegenheid                                        | 8 januari 1992 - 25 januari 1994 |
| Albert Liénard (1938-2011)    | Minister Wetenschappelijk Onderzoek en Professionele Opleiding | PSC    | 30 oktober 1993 - 25 januari 1994                                                              |                                  |
| Guy Mathot (1941-2005)        |                                                                | PS     | Minister Binnenlandse Aangelegenheden, Lokale Besturen, Administratie en Gesubsidieerde Werken | 8 januari 1992 - 25 januari 1994 |
| Guy Mathot (1941-2005)        | Minister Sportfaciliteiten                                     | PS     | 30 oktober 1993 - 25 januari 1994                                                              |                                  |
| André Baudson (1927-1998)     |                                                                | PS     | Minister Transport                                                                             | 8 januari 1992 - 25 januari 1994 |
| André Baudson (1927-1998)     | Minister Ruimtelijke Ordening                                  | PS     | 30 oktober 1993 - 25 januari 1994                                                              |                                  |
| Jean-Pierre Grafé (1932-2019) |                                                                | PSC    | Minister Openbare Werken                                                                       | 8 januari 1992 - 25 januari 1994 |
| Robert Collignon (1943)       |                                                                | PS     | Minister Ruimtelijke Ordening, Huisvesting en Begroting                                        | 8 januari 1992 - 25 januari 1994 |
| Robert Collignon (1943)       | Minister Sociale Actie, Gezondheid en Erfgoed                  | PS     | 30 oktober 1993 - 25 januari 1994                                                              |                                  |
| Guy Lutgen (1936-2020)        |                                                                | PSC    | Minister Milieu, Natuurlijke Hulpbronnen en Landbouw                                           | 8 januari 1992 - 25 januari 1994 |

### Herschikkingen
- Op 30 oktober 1993 krijgen enkele ministers er een aantal bevoegdheden bij.
  - Guy Spitaels wordt belast met Toerisme en Buitenlandse Handel.
  - Albert Liénard is nu ook minister van Wetenschappelijk Onderzoek en Professionele Opleiding.
  - Guy Mathot krijgt er de bevoegdheid Sportfaciliteiten bij.
  - André Baudson krijgt er de bevoegdheid Ruimtelijke Ordening bij.
  - Robert Collignon is nu ook minister van Sociale Actie, Gezondheid en Erfgoed.

Dehousse I · 
Damseaux · 
Dehousse II · 
Wathelet · 
Coëme · 
Anselme · 
Spitaels · 
Collignon I · 
Collignon II · 
Di Rupo I · 
Van Cauwenberghe I · 
Van Cauwenberghe II · 
Di Rupo II ·
Demotte I ·
Demotte II ·
Magnette ·
Borsus ·
Di Rupo III ·
Dolimont ·